# Junji Goto
Junji Goto (後藤 純二 Goto Junji?,  nacido el 9 de agosto de 1971 en Yamagata) es un exfutbolista japonés. Jugaba de centrocampista y su último club fue el Kyoto Purple Sanga de Japón.

## Trayectoria

### Clubes
| Club               | País  | Año         |
| ------------------ | ----- | ----------- |
| Kyoto Purple Sanga | Japón | 1994 - 1996 |